# Bagbartu Mons
Bagbartu Mons is een berg op de planeet Venus. Bagbartu Mons werd in 1997 genoemd naar Bagbartu, een Urartu-godin, aanbeden in Musasir.
De berg heeft een diameter van 600 kilometer en bevindt zich ten zuiden van Feronia Corona in het quadrangle Metis Mons (V-6).